# 원산의학대학
원산의학대학(元山醫學大學)은 강원도 원산시에 위치한 조선민주주의인민공화국의 대학이다. 강원도 내의 의학전문 고등교육기관으로, 강원도 내의 의료인력 양성을 목표로 1971년 9월 1일 설립되었다.
대학 산하에는 기초의학부, 임상의학부, 고려의학부 등 학부와 수십 개의 강좌, 연구실들, 도서관, 출판소, 학과별 실험실습실들이 설치되어 있다.
1973년 직장생활과 학업을 병행하는 근로자들을 위한 통신학부를 설치하였다.